# José Benito Monterroso
José Benito Monterroso (Montevideo, 1780. – Montevideo, 10. ožujka 1838.) bio je katolički svećenik, franjevac, filozof, bogoslov i političar iz Bande Oriental, jedan od najbližih suradnika Joséa Gervasia Artigasa i borac za urugvajsku neovisnost.

## Životopis
Rođen je u šesteročlanoj obitelji talijanskih useljenika kao najstariji sin i najstarije dijete. Njegova mlađa sestra Ana kasnije se udala za utjecajnog generala Lavalleju. Osnovno obrazovanje stekao je u Montevideu, a studirao je zajedno s franjevcima. Za svećenika je zaređen u Buenos Airesu, 30. srpnja 1799. godine. 1803. postao je stalni profesor na Sveučilištu u Córdobi, gdje je predavao na katedri filozofije. Četiri godine kasnije (1807.) preuzeo je i katedru bogoslovije. Početkom 1811. polaže privremene redovničke zavjete i postaje franjevac. Bio je teološki savjetnik Franjevačke provincije u Montevideu.
1814. odlazi iz samostana i pridružuje se urugvajskim domoljubnim oslobodilačkim snagama. Braća iz Buenos Airesa su mu više puta pisala da se vrati u samostan. Zbog svog političkog i vojnog angažmana stekao je povjerenje kod Artigasa te je postao njegov ispovjednik i osobni savjetnik. 1818. napušta redovničko zvanje i posvećuje se bogoslovnom radu. Napisao je nekoliko radova na temu kristologije, ali oni nisu ostali sačuvani. Nekoliko puta je bio zarobljen od strane Britanaca i Portugalaca. Zadnji sastanak s Artigasom imao je prije njegova odlaska u Paragvaj poečtkom 1820-ih godina. U vrijeme 1930-ih, kada je Urugvaj je potresala politička kriza, zbog koje odlazi u Čile. Tamo se posvetio proučavanju rudarstva te je služio u nekoliko župa. Pred Rimskom kurijom je uspio dokazati nevinost, jer je bio optužen za otpadništvo i ugnjetavanje, te je jedno vrijeme bio svećenik u Marseilleu.
Kasnije je živio i u Gibraltaru, iz kojega je brodom otišao u Rio de Janeiro. U prosincu 1836. se vraća u Montevideo, gdje ostvaruje dobre odnose s Manuelom Oribeom. Pred kraj života je uspio dokazati crkvenim vlastima da nije nikad prekršio svećeničke zavjete. Umro je u Montevideu 10. ožujka 1838. godine.